# Maison-Feyne
Maison-Feyne település Franciaországban, Creuse megyében. Lakosainak száma 284 fő (2022. január 1.). Maison-Feyne Crozant, Dun-le-Palestel, Fresselines, Lafat, Sagnat és Villard községekkel határos.

## Népesség
A település népességének változása:
| Lakosok száma | 354  | 357  | 314  | 297  | 299  | 302  | 304  | 302  | 296  | 284  |
|               | 1968 | 1982 | 1990 | 2006 | 2013 | 2015 | 2017 | 2019 | 2020 | 2022 |